# Chiesa dei Santi Vito, Modesto e Crescenzia (Barbariga)
La chiesa dei Santi Vito, Modesto e Crescenzia è un edificio di culto cattolico di Barbariga, comune italiano in provincia e diocesi di Brescia. Sede parrocchiale, fa parte della zona pastorale della Bassa Occidentale.

## Storia
La prima testimonianza certa riguardante la chiesa parrocchiale di Barbariga risale all'ottobre 1540, quando essa fu visitata dal vicario generale della diocesi di Brescia Annibale Grisonio. Egli, trovando l'edificio trascurato, ordinò che venisse riparata. 
Il 28 ottobre 1565 il vescovo Domenico Bollani, in visita pastorale alla parrocchia, ordinò che si procedesse al restauro dell'edificio, in particolare sottolineando lo stato pericolante della volta sopra il presbiterio. Il vescovo, inoltre, decretò che venisse allungato il coro, che fossero ampliate le finestre e che fosse completata la copertura esterna dell'edificio.
Il 10 marzo 1580 la chiesa ricevette la visita del cardinale Carlo Borromeo, che trovò l'edificio consacrato e dotato di tre altari. Il fonte battesimale era in uno spazio inadeguato, per cui ordinò che fosse spostato. Nel Seicento il vescovo Marino Zorzi visitò l'edificio, ordinando che venisse costruita una icona adeguata per l'altare maggiore.
Nel XVIII secolo si decise la ricostruzione dell'edificio: i lavori, sostenuti dal generoso contributo della confraternita del Santissimo Sacramento, fu progettata dall'abate Antonio Marchetti. Il 15 luglio 1752 presero avvio i lavori, che videro la conclusione entro il 1768. Il 17 ottobre dello stesso anno l'edificio fu consacrato.
Negli anni '70 del XX secolo, secondo quanto stabilito dal Concilio Vaticano II, venne aggiunta una mensa eucaristica rivolta verso l'aula, mentre negli anni '90 la chiesa e il campanile subirono ampi lavori di restauro, che riguardarono in modo particolare le superfici esterne e il tetto.

## Descrizione

### Esterno
La chiesa, orientata sull'asse nord-sud, è composta di un corpo centrale rettangolare, chiuso sul lato settentrionale dal presbiterio e dall'abside poligonale. 
La facciata è suddivisa in due registri da una trabeazione aggettante ad andamento spezzato: entrambi sono scanditi da sei lesene di ordine composito, di cui le due esterne singole, mentre le altre doppie. Il registro inferiore presenta al centro il portale di ingresso, decorato da un cornicione lapideo sormontato da un architrave mistilineo, mentre il registro superiore presenta un finestrone ad arco, decorato con cornicione lapideo e timpano triangolare. La facciata è coronata, in corrispondenza delle lesene centrali, da un frontone triangolare, sormontato ai lati da due guglie mistilinee e al centro da una croce metallica.
Sul lato occidentale dell'edificio, addossato all'intersezione tra l'aula e il presbiterio, si innalza il campanile, dalla pianta quadrata. In sommità presenta un cornicione, sormontato da una copertura a padiglione.

### Interno
L'interno è a navata unica, affiancata da cappelle laterali e conclusa dal presbiterio e dall'abside. Lo spazio interno è scandito da lesene composite, sormontate da un cornicione aggettante, sul quale si impostano le volte a vela di copertura dell'aula e del presbiterio.
La chiesa possiede cinque altari, tutti realizzati da artigiani di Rezzato. In particolare, l'altare maggiore contiene una pala raffigurante i Santi Vito, Modesto e Crescenzia, opera del 1897 di Ponziano Loverini ed è decorato da bronzi dorati di Gian Maria Girelli. L'edificio contiene inoltre alcune tele di Sante Cattaneo, tra cui una Madonna e Santi, realizzata tra il 1784 e il 1786, e un'Ultima Cena, del 1791. 
Sui lati del presbiterio si trovano due cantorie, di cui quella sinistra contiene l'organo, costruito nel 1862 da Angelo Amati e restaurato nel 1992.